# Rosario Castellano
Rosario Castellano General de Brigada (17 de noviembre de 1959, Castellammare di Stabia, Ciudad metropolitana de Nápoles, región de Campania, Italia). Es un militar italiano, responsable de la Fuerza Internacional de Asistencia para la Seguridad (ISAF) en el oeste de Afganistán y del contingente italiano en dicha guerra. Su región de responsabilidad dispone de un total de 4.000 efectivos militares, distribuidos principalmente en las provincias de Herat y Badghis (ambas en el oeste).

## Carrera militar
De 1978 a 1982, asistió al Curso 160 de la Academia Militar del Ejército de Módena y la aplicación de la Escuela del Ejército de Turín.
En 1983, fue asignado a la 5 ª Airborne "El Alamein" un Batallón de Fusileros como líder de pelotón y, más tarde, como Comandante de compañía de fusileros, posteriormente, tomó entrenamiento de Operaciones, la Oficina de Información como Jefe del Regimiento de la 186 Aerotransportada en Siena.
Después de dejar el mando del regimiento, fue asignado de nuevo en Roma, como el Jefe de la División Planes J5 de la Jefatura de Operaciones Conjuntas.
De 1993 a 1996, asistió a los siguientes cursos: Escuela Italiana Junior del Ejército, Escuela Superior del Personal del Ejército Español y el Colegio Italiano del Estado Mayor Conjunto. De 1998 a 1999 como teniente coronel, estuvo al mando del quinto batallón Airborne "El Alamein" y, posteriormente, le asignaron al Estado Mayor General del Ejército en Roma. De 2002 a 2004 de vuelta en la Brigada Aerotransportada "el Folgore", como Coronel se convirtió en el comandante del Regimiento Aerotransportado 186.
Asistió a cursos en la más importante Especialidad de la Brigada Aérea, que incluyen: Campo Militar de caída libre, y un Máster de Salto y Curso de Pathfinder.
En las adiciones a la Licenciatura de Ciencias Estratégicas de la Universidad de Turín, obtuvo una segunda licenciatura en Ciencias Políticas y en la Maestría de Ciencias Estratégicas. Por otra parte, tiene un perfecto conocimiento de ambos idiomas, español e inglés.

## Condecoraciones
- Caballero de Meritoria Orden de la República italiana
- Dos cruces de plata meritorios del Ejército en Kosovo (KFOR, en Kosovo de 2001 y 2004),
- El Ejército de la Cruz de Bronce Meritorio (SFOR, Bosnia y Herzegovina - 1999),
- La Medalla de Servicio Meritorio de la OTAN en Kosovo (KFOR, en Kosovo - 2004)
- La Medalla de Oro por mucho tiempo de actividad de paracaidismo militar
- La Cruz de Oro por el largo servicio militar
- La Medalla de Bronce por el largo comando
- 5 medallas de la OTAN (N º 3 para la ex Yugoslavia y el n º 2. Para los "no-artículo 5" los Balcanes)
- La Medalla Conmemorativa Francesa (ex Yugoslavia - 1999)
- 5 Medallas Nacionales Conmemorativas por el servicio en las operaciones de: Líbano, Irak, Kosovo, Bosnia y Herzegovina y Afganistán.

## Víctima de combates en la guerra de Afganistán
Castellano ha sufrido ataques directos de parte de insurgentes afganos. Uno fue durante una batalla en Bala Murghab cuando se enfrentaron mangustas contra soldados italianos y estadounidenses. Una granada impacto justo en una pared contigua a él justo en el momento en el cual quería (Castellano) aferrarse a la azotea del castillo de Ballah Mugrab a ver los combates. En la contienda tropas estadounidenses, italianas y afganas protagonizaron una operación en Bala Murghab con el objetivo de construir un nuevo puesto de vigilancia para el Ejército Nacional Afgano. El cuartel general de la policía afgana en Bala Murghab es un antiguo fuerte, que se cree que data de la época en la que los británicos ya intentaron controlar este territorio sin conseguirlo. El responsable de la ISAF en el oeste de Afganistán se fue por patas, dejando a los estadounidenses pegando tiros, tanto en el fuerte como en la zona de operaciones, donde tres soldados de EE. UU. y seis afganos resultaron heridos. Los estadounidenses dieron por terminada ayer la batalla en Bala Murghab a las 15.30 horas. Habían empezado a las 7.00. Los italianos continuaron un poco y, como dijo el General de Brigada Castellano, con la esperanza de que los españoles los releven.
Otro incidente donde se vio involucrado Castellano fue el 29 de mayo de 2009 cuando dos helicópteros de la Armada italiana, uno de los cuales transportaba al general Rosario Castellano, jefe del contingente militar de Italia en Afganistán, fueron atacados en la provincia noroccidental afgana de Badghis.
El incidente tuvo lugar la víspera pero fuentes militares lo reportaron solo hoy. Según este informe, fue la maestría de los pilotos lo que permitió evitar el derribo de ambas máquinas, del modelo AB 212.
En la misma provincia resultaron heridos hoy dos efectivos del Ejército afgano y un militar italiano, miembro de un comando de desembarco aéreo. Su estado de salud, según Ansa, no suscita preocupación.

## Vida familiar
Está casado con la señora Magdalena Castellano y tienen una hija cuyo nombre es Verónica.